# Henri Aucapitaine
Henri Aucapitaine (Marie Jean Charles), dit le Baron Aucapitaine, né le 4 novembre 1832 à Saint-Maurice-de-Tavernole (Charente-Maritime), mort du choléra le 25 septembre 1867 à Beni Mansour (Algérie), est un officier de l'armée d'Afrique chargé des affaires indigènes, qui a consacré une grande partie de ses travaux à l'étude de la Kabylie. Petit-fils de Pierre Aucapitaine, il est mort alors lieutenant au 36e régiment d'infanterie de ligne, peu de temps après avoir épousé Sophie Magdeleine de Chancel, fille d'Ausone de Chancel, sous-préfet de Blida. Sophie Magdeleine de Chancel meurt également à Beni Mansour (Algérie), quatre jours avant Henri Aucapitaine, également du choléra.

## Biographie[4]
À 17 ans, Henri Aucapitaine devient membre agrégé de la Société des Sciences Naturelles et est pris d'affection par le Prince Charles-Lucien Bonaparte qui exerça une véritable influence sur la direction de ses travaux. Engagé volontaire en 1854 dans les tirailleurs algériens et promu lieutenant peu avant sa mort, sa carrière militaire, en Corse, en Syrie et principalement en Algérie, fut surtout le moyen d'études et de découvertes des peuples et de la nature.
En 1860, secrétaire du Général de Beaufort, commandant l'expédition française en Syrie, il étudie les Druzes. En Kabylie, il recueille de nombreux Kanun (code) et découvre le bas-relief d'Abizar qui témoigne d'une antique écriture berbère.
Henri Aucapitaine était favorable à l'octroi de la pleine citoyenneté française aux « indigènes musulmans » d'Algérie.
Le naturaliste Jules René Bourguignat a donné son nom à un mollusque du Sahara, Planorbis Aucapitaineianus.
Henri Aucapitaine était membre de la Société française d'archéologie et Chevalier de la Légion d'honneur.

## Œuvres
- Les Beni-Mezab : Sahara algérien, Challamel aîné, 1867
- Études sur le passé et l'avenir des Kabyles. Les Kabyles et la colonisation de l'Algérie, Alger, Bastide, 1864
- Étude sur l'origine et l'histoire des tribus berbères de la haute Kabylie, Impr. impériale, 1860
- La Zaouia de Chellata, excursion chez les Zaouaoua de la haute Kabylie, Genève, J. G. Fick, 1860
- Le pays et la société Kabyle (Expédition de 1857), Paris, A. Bertrand, 1857
- Étude sur les Druzes, Nouvelles annales des voyages - février 1862, Paris, 1862
- Mollusques terrestres et d’eau douce de la haute Kabylie, 1862